# Петер Балаж (есперантист)

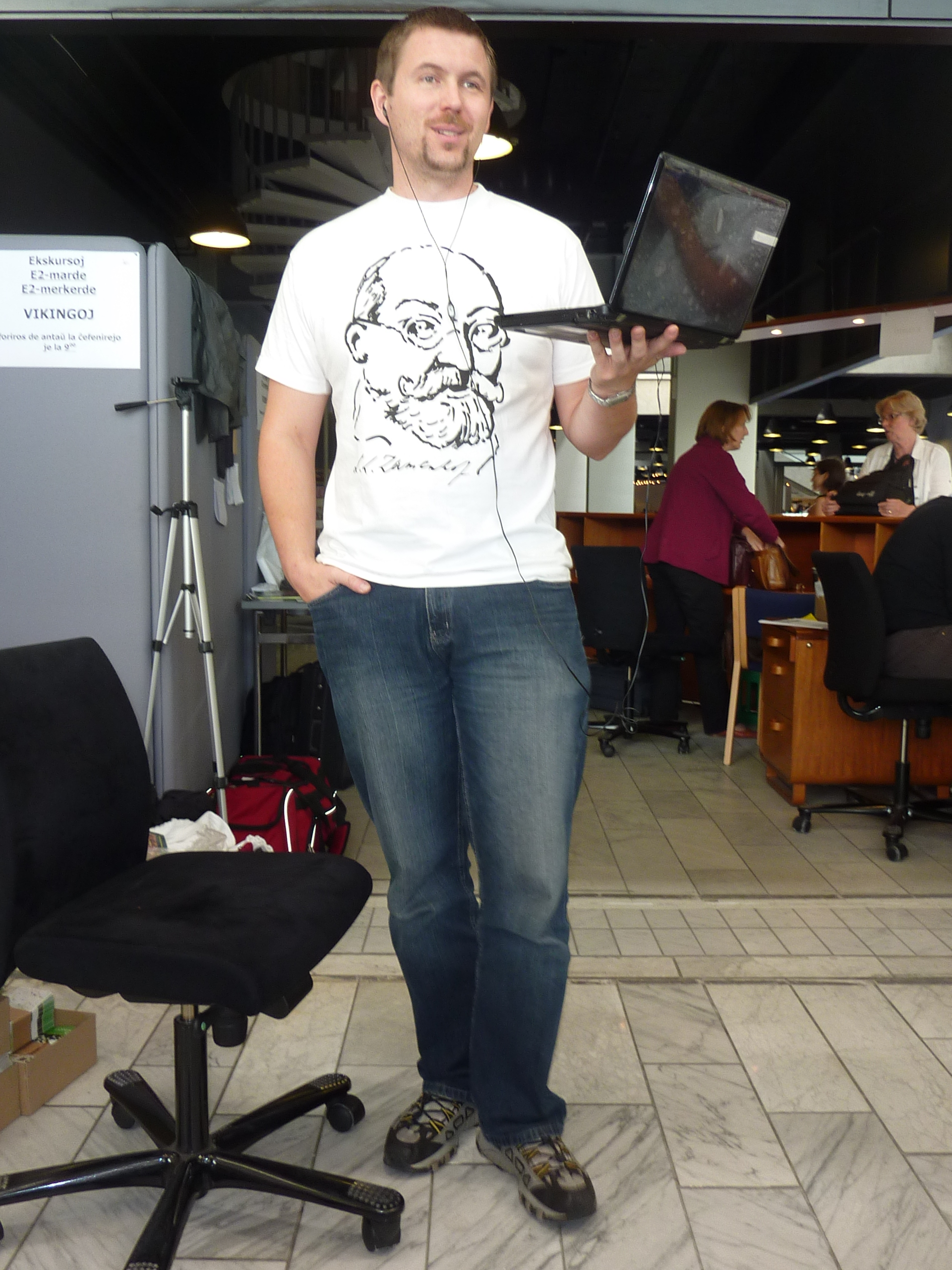
Peter Baláž

Петер Балаж (словац. Peter Baláž), в комуні есперантистів знаний як Петро (народився 8 жовтня 1979 року в місті Партизанське), словацький есперантист і видавець, координатор організації E@I.

## Особисте життя
Живе в Партизанське. Окрім есперантської діяльності присвятив себе графіці, зйомкам і написанню статей. Любить музику в жанрі Metal, науково-фантастичні фільми, психологію та медитацію. Володіє словацькою, чеською, німецькою, англійською, польською, російською мовами та есперанто.
Нежонатий, бездітний. 1-го серпня 2015 року, під час урочистого закриття 100 Конгресу в Ліллі, він публічно, на подіумі, на очах у всіх конгресменів освідчився давно знайомій подружці Дороті Родзянко, яка прийняла його пропозицію.

## Робота та Волонтерська праця
Після навчання в академії Готельного Ремесла працював близько 2 років у Німеччині та Австрії.
Активний учасник міжнародного Есперантського руху та навчальних проектів.
У 2003 році спів-заснував Асоціацію юних словаків есперантистів та з 2003 по 2008 був її президентом. У 2004 був обраний віце-президентом Словацької федерації есперанто. Також координатор  E@I (від 2003 року активний учасник та від 2005 року координатор). Від 2005 член правління Європейської асоціації есперанто.
Член правління Wikimedia Slovenská republika (Vikimedio Slovakio)
(березень 2012 — вересень 2012) та дійсний член її комітету з розгляду (вересня 2012—2019). Є власником приватного видавництва Надія, яке публікує твори мовою есперанто. Видавничий дім знаходиться в Словаччині і був заснований у 2003 році.
Є президентом місцевого організаційного комітету 101-го Всесвітнього конгресу есперантистів, який відбудеться в липні 2016 року в Нітрі (Словаччина).

## Премії
У 2006—2009 та у 2011—2012 роках був номінований на міжнародну премію есперантист року, яку організувала газета La Ondo de Esperanto. У 2008 році посів друге місце, в 2011 році третє, і нарешті у 2012 році став лауреатом цієї премії за створення, розвиток і догляд за важливими вебпроектами; близьку співпрацю з національними та європейськими інстанціями; створення Літньої школи есперанто і наукової конференції KAEST; видання важливих записів, книг, брошур і фільмів на/про есперанто; й тому, що йому вдається стимулювати і (ре)активізувати багато талановитих молодих людей, які без нього можливо б втратити інтерес до есперанто.
У 2005 році, на засіданні Словацької есперанто Федерації його обрано «Есперантистом року»в рамках Словаччини. Його діяльність неодноразово відзначена нагородою в номінації «Есперантський діяч», зокрема у 2007 році за організацію Слов'янська школа есперанто (пізніше перейменована в Літню школу есперанто) (SES) і за організацію 2008 році Ago-Semajno (AS).

## Твори
- Baláž, Peter. Európsky preukaz pre deti. Partizánske: Espero, 10 p.
- Baláž, Peter. Internaciaj vortoj en Esperanto / Medzinárodné slová v Esperante. Partizánske: Espero, 2005, 46 p. ISBN 8096904256